# Honkalampi
Honkalampi är en sjö i kommunerna Heinävesi och Tuusniemi i landskapen Södra Savolax och Norra Savolax i Finland. Sjön ligger 110,8 meter över havet. Den är 28 meter djup. Arean är 44 hektar och strandlinjen är 5,85 kilometer lång. Sjön  ingår i Vuoksens huvudavrinningsområde.   Den ligger omkring 120 kilometer nordöst om S:t Michel, omkring 57 kilometer sydöst om Kuopio och omkring 330 kilometer nordöst om Helsingfors. 